# Fritz Jack
Friedrich „Fritz“ Jack (* 24. Dezember 1879 in Frankfurt am Main; † 6. April 1966 in Bad Homburg) war ein deutscher Fechter. Mit Degen und Säbel nahm er an drei Olympischen Spielen teil, außerdem wurde er zweimal Deutscher Meister im Degenfechten. Er focht beim Fecht-Club Hermannia Frankfurt aus Frankfurt am Main.

## Erfolge
Bei den Olympischen Spielen 1908 in London belegte Jack mit Jakob Erckrath de Bary, Robert Krünert und August Petri den geteilten 5. Platz im Säbelmannschaftswettbewerb. Im Einzel schied er in der zweiten Runde aus, im Degen bereits in der ersten. In Stockholm trat er 1912 nur mit der Säbelmannschaft an, wobei er den geteilten siebten Platz errang. Noch mit 48 Jahren nahm Jack in Amsterdam 1928 ein drittes Mal bei den Olympischen Spielen teil. Sowohl im Degeneinzel als auch mit der Mannschaft schied er in der zweiten Runde aus.
1913 und 1920 wurde er deutscher Einzelmeister im Degenfechten. Sein Verein, die FC Hermannia Frankfurt, war vor dem Zweiten Weltkrieg der mit Abstand erfolgreichste Fechtverein und gewann zahlreiche deutsche Mannschaftsmeisterschaften. Da die genauen Mannschaftsaufstellungen aber nicht bekannt sind, ist unklar, wie oft Jack direkt am Gewinn beteiligt war.